# کونکا دی مارینی
کونکا دی مارینی (به ایتالیایی: Conca dei Marini) یک کومونه در ایتالیا است که در استان سالرنو واقع شده‌است.

## خصوصیات
کونکا دی مارینی ۱ کیلومترمربع مساحت و ۷۳۹ نفر جمعیت دارد و ۴۰۰ متر بالاتر از سطح دریا واقع شده‌است.